# Усубова, Нигяр Ибрагим кызы
Нигяр Ибрагим кызы Усубова (азерб. Nigar İbrahim qızı Usubova; 2 мая 1914, село Салахлы Казахского уезда Елизаветпольской губернии — 15 сентября 1994, Баку) — советская и азербайджанская пианистка и музыкальный педагог, профессор. Заслуженный деятель искусств Азербайджанской ССР (1960).

## Биография
Нигяр ханум родилась в семье видного российского и азербайджанского военачальника генерал-майора Ибрагим-Аги Муса-Ага оглы Усубова.
Первым преподавателем Н. Усубовой была Р. Сирович. По поступлении в училище продолжила свое образование в классе Г.Г. Нейгауза и А.С. Барон.
После учебы в училище по рекомендации А. Б. Гольденвейзера, услышавшего ее игру на государственном экзамене, Нигяр поступает в аспирантуру Московской государственной консерватории.

## Семья
Отец — генерал-майор Ибрагим-Ага Муса-Ага оглы Усубов.
Мать — младшая дочь Закавказского муфтия Мирзы Гусейна Эфенди Гаибова — Говхар ханум Гаибова.

## Студенты
Студентами Нигяр Усубовой были многие профессиональные музыканты, хорошо известные в наши дни в Азербайджане, а также за его пределами. Ее студентами были народная и заслуженная артистка Азербайджана пианистка и профессор Егяна Ахундова, народный поэт, драматург Вагиф Самедоглу, профессора Бакинской музыкальной академии Ирина Наджафалиева, Земфира Шафиева, Фирангиз  Гаджиева, Эльмира Мусаева, профессор университета Ататюрка Турции Хагигат Магеррамова, доцент Афган Салаев, доктор философских наук Диляра Мюслюмзаде, лауреат международных призов по литературе Натаван Мустафаева, Медина Джабраилова и другие.